# メジャーエンブレム
メジャーエンブレムは、日本の競走馬である。主な勝ち鞍は2015年の阪神ジュベナイルフィリーズ(GI)、2016年のNHKマイルカップ(GI)、クイーンカップ(GIII)。

## 経歴

### 2歳（2015年）

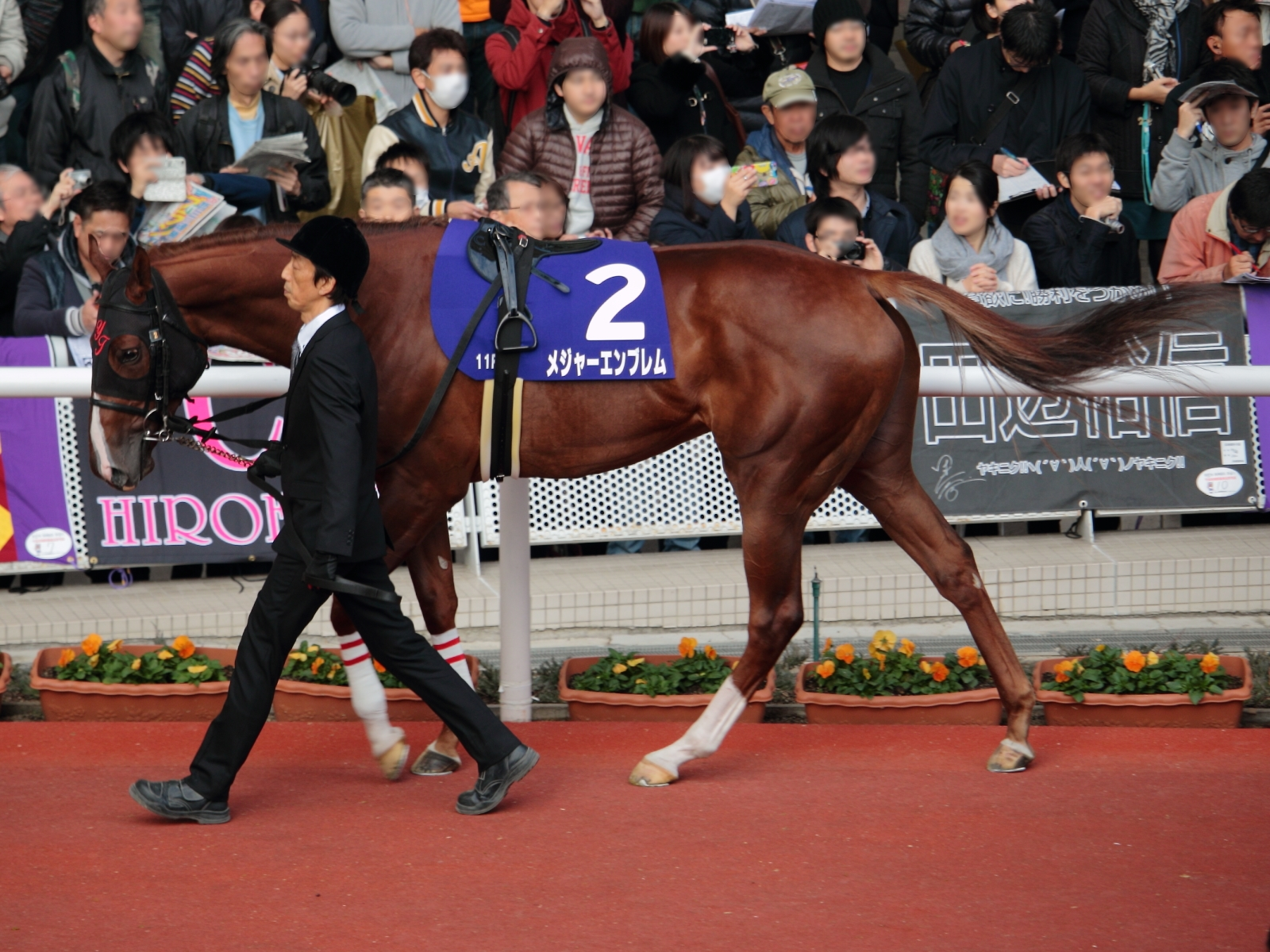
阪神JF パドックにて

スタートから好位を追走し、直線入り口から先頭に立つとそのまま押し切るというレーススタイルでデビューから2連勝を飾る。重賞初挑戦となったアルテミスステークスでは、直線でデンコウアンジュにクビ差かわされ初の敗戦を喫したものの、阪神ジュベナイルフィリーズでは抜群のスタートダッシュをみせると、終始楽な手応えのまま2着に2馬身の差をつけ快勝。自身初の重賞制覇をGI勝利で飾った。この勝利によりJRA賞最優秀2歳牝馬を満票で受賞。

### 3歳（2016年）
3歳初戦となったクイーンカップは5馬身差の圧勝。迎えた桜花賞でも断然の1番人気に支持されたが、スタートをやや失敗しハナを切ることが出来ず、中団からの競馬になってしまったことが災いし4着に敗れる。次走にはオークスではなくNHKマイルカップを選択。好スタートからハナに立つ本来の競馬に回帰し、ロードクエストの追撃を完封。2つ目のGIタイトルを手にした。
その後、秋に備えて福島県のノーザンファーム天栄へ放牧に出されたが、左後肢の筋肉に痛みが出たため、復帰戦に予定していた紫苑ステークスを回避。北海道のノーザンファーム空港牧場に移動後も懸命に調整を続けたものの、左前肢の蹄も痛めるなどアクシデントが続いたため、結局2017年1月4日に現役を引退することがサンデーサラブレッドクラブのホームページで発表された。引退後はノーザンファームで繁殖牝馬となる。

## 競走成績
| 競走日     | 競馬場 | 競走名      | 格      | 距離（馬場）  | 頭 数 | 枠 番 | 馬 番 | オッズ （人気） | 着順 | タイム （上り3F） | 着差 | 騎手       | 斤量 | 1着馬（2着馬）       |
| ---------- | ------ | ----------- | ------- | ------------- | ----- | ----- | ----- | --------------- | ---- | ----------------- | ---- | ---------- | ---- | -------------------- |
| 2015.06.14 | 東京   | 2歳新馬     |         | 芝1800m（良） | 14    | 7     | 12    | 002.60（1人）   | 01着 | 01:50.0（33.8）   | -0.2 | C.ルメール | 54kg | (プランスシャルマン) |
| 0000.09.12 | 中山   | アスター賞  | 500万下 | 芝1600m（良） | 09    | 2     | 2     | 001.20（1人）   | 01着 | 01:36.5（34.5）   | -0.4 | C.ルメール | 54kg | (マテラアリオン)     |
| 0000.10.31 | 東京   | アルテミスS | GIII    | 芝1600m（良） | 15    | 8     | 15    | 002.20（1人）   | 02着 | 01:34.1（34.2）   | -0.0 | C.ルメール | 54kg | デンコウアンジュ     |
| 0000.12.13 | 阪神   | 阪神JF      | GI      | 芝1600m（良） | 16    | 1     | 2     | 002.50（1人）   | 01着 | 01:34.5（35.8）   | -0.3 | C.ルメール | 54kg | (ウインファビラス)   |
| 2016.02.13 | 東京   | クイーンC   | GIII    | 芝1600m（良） | 16    | 3     | 6     | 001.30（1人）   | 01着 | 01:32.5（34.7）   | -0.8 | C.ルメール | 55kg | (フロンテアクイーン) |
| 0000.04.10 | 阪神   | 桜花賞      | GI      | 芝1600m（良） | 18    | 3     | 5     | 001.50（1人）   | 04着 | 01:33.8（34.2）   | -0.4 | C.ルメール | 55kg | ジュエラー           |
| 0000.05.08 | 東京   | NHKマイルC  | GI      | 芝1600m（良） | 18    | 2     | 4     | 002.30（1人）   | 01着 | 01:32.8（35.1）   | -0.1 | C.ルメール | 55kg | (ロードクエスト)     |

## 繁殖成績
|       | 生年   | 馬名                     | 性 | 毛色 | 父                 | 馬主                     | 厩舎           | 戦績                  |
| ----- | ------ | ------------------------ | -- | ---- | ------------------ | ------------------------ | -------------- | --------------------- |
| 初仔  | 2018年 | プレミアエンブレム       | 牝 | 鹿毛 | ルーラーシップ     | （有）サンデーレーシング | 美浦・田村康仁 | 10戦2勝（引退・繁殖） |
| 2番仔 | 2019年 | ホーリーエンブレム       | 牝 | 鹿毛 | ロードカナロア     | （有）サンデーレーシング | 美浦・田村康仁 | 16戦1勝（引退）       |
| 3番仔 | 2020年 | スワッグチェーン         | 牡 | 鹿毛 | ロードカナロア     | （有）サンデーレーシング | 美浦・田村康仁 | 4戦0勝（引退）        |
| 4番仔 | 2021年 | ロールオブアームズ       | 牝 | 鹿毛 | ロードカナロア     | （有）サンデーレーシング | 美浦・田村康仁 | 6戦0勝（引退）        |
| 5番仔 | 2022年 | カレラエンブレマ         | 牡 | 鹿毛 | サートゥルナーリア | （有）サンデーレーシング | 美浦・田村康仁 | 3戦0勝（現役）        |
| 6番仔 | 2023年 | メジャーエンブレムの2023 | 牝 | 栗毛 | レイデオロ         | （株）キャロットファーム | 栗東・石坂公一 | デビュー前            |
| 7番仔 | 2024年 | メジャーエンブレムの2024 | 牝 | 栗毛 | エピファネイア     |                          |                |                       |

- 2025年4月11日現在

## 血統表
| メジャーエンブレムの血統        | メジャーエンブレムの血統              | メジャーエンブレムの血統 | （血統表の出典）     | （血統表の出典） |
| 父系                            | サンデーサイレンス系                  | サンデーサイレンス系     | サンデーサイレンス系 | [ § 2 ]          |
| 父 ダイワメジャー 2001 栗毛     | 父の父*サンデーサイレンス 1986 青鹿毛 | Halo                     | Hail to Reason       | Hail to Reason   |
| 父 ダイワメジャー 2001 栗毛     | 父の父*サンデーサイレンス 1986 青鹿毛 | Halo                     | Cosmah               |                  |
| 父 ダイワメジャー 2001 栗毛     | 父の父*サンデーサイレンス 1986 青鹿毛 | Wishing Well             | Understanding        | Understanding    |
| 父 ダイワメジャー 2001 栗毛     | 父の父*サンデーサイレンス 1986 青鹿毛 | Wishing Well             | Mountain Flower      |                  |
| 父 ダイワメジャー 2001 栗毛     | 父の母スカーレットブーケ 1988 栗毛    | *ノーザンテースト        | Northern Dancer      | Northern Dancer  |
| 父 ダイワメジャー 2001 栗毛     | 父の母スカーレットブーケ 1988 栗毛    | *ノーザンテースト        | Lady Victoria        |                  |
| 父 ダイワメジャー 2001 栗毛     | 父の母スカーレットブーケ 1988 栗毛    | *スカーレットインク      | Crimson Satan        | Crimson Satan    |
| 父 ダイワメジャー 2001 栗毛     | 父の母スカーレットブーケ 1988 栗毛    | *スカーレットインク      | Consentida           |                  |
| 母 キャッチータイトル 2003 栗毛 | 母の父*オペラハウス 1988 鹿毛         | Sadler's Wells           | Northern Dancer      | Northern Dancer  |
| 母 キャッチータイトル 2003 栗毛 | 母の父*オペラハウス 1988 鹿毛         | Sadler's Wells           | Fairy Bridge         |                  |
| 母 キャッチータイトル 2003 栗毛 | 母の父*オペラハウス 1988 鹿毛         | Colorspin                | High Top             | High Top         |
| 母 キャッチータイトル 2003 栗毛 | 母の父*オペラハウス 1988 鹿毛         | Colorspin                | Reprocolor           |                  |
| 母 キャッチータイトル 2003 栗毛 | 母の母*タイトルド 1996 鹿毛           | Rainbow Quest            | Blushing Groom       | Blushing Groom   |
| 母 キャッチータイトル 2003 栗毛 | 母の母*タイトルド 1996 鹿毛           | Rainbow Quest            | I Will Follow        |                  |
| 母 キャッチータイトル 2003 栗毛 | 母の母*タイトルド 1996 鹿毛           | Her Ladyship             | Polish Precedent     | Polish Precedent |
| 母 キャッチータイトル 2003 栗毛 | 母の母*タイトルド 1996 鹿毛           | Her Ladyship             | Upper Strata         |                  |
| 母系(F-No.)                     | Lavant系(FN:B3)                       | Lavant系(FN:B3)          | Lavant系(FN:B3)      | [ § 3 ]          |
| 5代内の近親交配                 | Northern Dancer 4×4                   | Northern Dancer 4×4      | Northern Dancer 4×4  | [ § 4 ]          |
| 出典                            | 1. 2. 3. 4.                           | 1. 2. 3. 4.              | 1. 2. 3. 4.          | 1. 2. 3. 4.      |

- 3代母Her Ladyshipの半弟にサラマンドル賞勝ち馬のLord of Menがいる。
- 7代母Lucaslandから延びる牝系からは、Attraction（2004年英1000ギニーなどGI5勝）、Sonic Lady（1986年愛1000ギニー、サセックスステークス、ムーランドロンシャン賞）、ロジユニヴァース（2009年東京優駿）、ソングライン（2022年・2023年安田記念、2023年ヴィクトリアマイル）、ディアドラ（2017年秋華賞、2019年ナッソーステークス）などの活躍馬が出ている。